# Charlot evadat

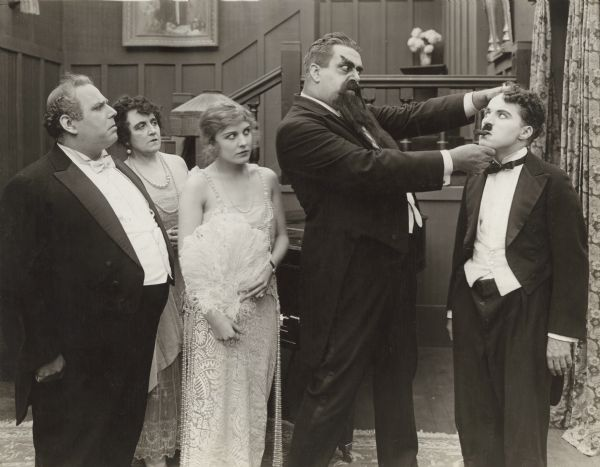
De la stânga la dreapta: Henry Bergman, Marta Golden, Edna Purviance, Eric Campbell şi Charlie Chaplin

Charlot evadat (în engleză The Adventurer) este un film american de comedie din 1917 produs de John Jasper și scris și regizat de Charlie Chaplin pentru compania Mutual Film. În alte roluri interpretează actorii Edna Purviance și Eric Campbell.

## Distribuție
- Charlie Chaplin - The Convict
- Edna Purviance - The Girl
- Eric Campbell - The Suitor
- Henry Bergman - The Father
- Albert Austin - The Butler
- Marta Golden - The Girl's Mother
- May White - Lady